# Gerhard Stolz
Gerhard Stolz (* 4. September 1946 in Karlsruhe) ist ein deutscher Politiker (Bündnis 90/Die Grünen).

## Leben und Beruf
Stolz absolvierte nach der mittleren Reife zunächst eine Ausbildung für den mittleren Verwaltungsdienst. Anschließend erlangte er das Abitur und studierte an der Pädagogischen Hochschule Karlsruhe. Von 1973 bis 2012 war er Lehrer. Stolz ist verheiratet und hat zwei Kinder.

## Politik
Stolz war Mitglied der SPD und von 1974 bis 1977 Vorsitzender der Jusos in Karlsruhe-Durlach. 1979 verließ er die SPD und wurde Mitbegründer der Karlsruher Grünen Liste. Von 1983 bis 1992 gehörte Stolz dem Gemeinderat der Stadt Karlsruhe an. Von 1992 bis 2001 war er Abgeordneter im Landtag von Baden-Württemberg und verkehrspolitischer Sprecher der Fraktion Grüne.
2009 wurde er in den Durlacher Ortschaftsrat gewählt.